# تشارلز جي. فولكنير
تشارلز جي. فولكنير هو دبلوماسي ومحامي وسياسي أمريكي، ولد في 6 يوليو 1806 في مرتينسبورغ في الولايات المتحدة، وتوفي بنفس المكان في 1 نوفمبر 1884. نشط حزبياً في حزب اليمين والحزب الديمقراطي.

## مناصب
- انتخب سفير.
- انتخب عضو مجلس النواب الأمريكي [الإنجليزية]‏ عن دائرة Virginia's 10th congressional district [الإنجليزية]‏ (4 مارس 1851 – 3 مارس 1853).
- انتخب عضو مجلس النواب الأمريكي [الإنجليزية]‏ عن دائرة Virginia's 8th congressional district [الإنجليزية]‏ (4 مارس 1853 – 4 مارس 1859).
- انتخب قائمة سفراء الولايات المتحدة لدى فرنسا (4 مارس 1860 – 12 مايو 1861).
- انتخب عضو مجلس ولاية فرجينيا  [لغات أخرى]‏ (1837 – 1841).
- انتخب عضو مجلس النواب الأمريكي [الإنجليزية]‏ عن دائرة West Virginia's 2nd congressional district [الإنجليزية]‏ (4 مارس 1875 – 3 مارس 1877).